# Брук-Парк (город, Миннесота)
Брук-Парк (англ. Brook Park) — город в округе Пайн, штат Миннесота, США. На площади 2,6 км² (2,6 км² — суша, водоёмов нет), согласно переписи 2002 года, проживают 156 человек. Плотность населения составляет 58,9 чел./км².
- Телефонный код города — 320
- Почтовый индекс — 55007
- FIPS-код города — 27-07984[1]
- GNIS-идентификатор — 0640503[2]